# Marguerite lisant
Marguerite lisant – ou La Liseuse – est un tableau réalisé par le peintre français Henri Matisse en 1906. Cette huile sur toile est un portrait en buste de la fille de l'artiste, Marguerite, alors que l'adolescente de douze ans lit assise. Exposée au Salon d'Automne de 1906, l'œuvre a été achetée par Marcel Sembat, qui y voyait « la lumière de Vélasquez ». Elle est aujourd'hui conservée au musée de Grenoble, à Grenoble.